# Rico Lieder
Rico Lieder (ur. 25 września 1971 w Burgstädt) – niemiecki lekkoatleta specjalizujący się w długich biegach sprinterskich, dwukrotny uczestnik letnich igrzysk olimpijskich (Barcelona 1992, Atlanta 1996). Reprezentował również barwy Niemieckiej Republiki Demokratycznej.

## Sukcesy sportowe
- brązowy medalista mistrzostw NRD w biegu na 400 metrów (1990)[1]
- srebrny medalista halowych mistrzostw NRD w biegu na 400 metrów (1990)[2]
- trzykrotny medalista mistrzostw Niemiec w biegu na 400 metrów – dwukrotnie srebrny (1993, 1995) oraz brązowy (1991)[3]
- czterokrotny złoty medalista halowych mistrzostw Niemiec w biegu na 400 metrów (1991, 1992, 1993, 1994)[4]
- brązowy medalista halowych mistrzostw Niemiec w biegu na 800 metrów (1998)[5]

| Rok  | Miasto    | Zawody                      | Konkurencja        | Wynik         |
| ---- | --------- | --------------------------- | ------------------ | ------------- |
| 1990 | Płowdiw   | Mistrzostwa świata juniorów | bieg na 400 m      | srebrny medal |
| 1990 | Split     | Mistrzostwa Europy          | sztafeta 4 × 400 m | brązowy medal |
| 1991 | Sewilla   | Halowe mistrzostwa świata   | sztafeta 4 × 400 m | złoty medal   |
| 1991 | Tokio     | Mistrzostwa świata          | sztafeta 4 × 400 m | 6. miejsce    |
| 1993 | Toronto   | Halowe mistrzostwa świata   | bieg na 400 m      | 4. miejsce    |
| 1993 | Stuttgart | Mistrzostwa świata          | sztafeta 4 × 400 m | brązowy medal |
| 1994 | Paryż     | Halowe mistrzostwa Europy   | bieg na 400 m      | brązowy medal |

## Rekordy życiowe
były halowy rekordzista świata i Europy w sztafecie 4 × 400 metrów – 3:03,05 (Sewilla 10/03/1991, wspólnie z Jensem Carlowitzem, Karstenem Justem i Thomasem Schönlebe) – do 07/03/1999
- bieg na 400 metrów – 45,36 – Seul 18/08/1991
- bieg na 400 metrów (hala) – 46,16 – Toronto 13/03/1993
- bieg na 800 metrów – 1:48,72 – Koblencja 13/05/1998
- bieg na 800 metrów (hala) – 1:49,14 – Sindelfingen 14/02/1998